# 6. oktober-byen Sportshal
6. oktober-byen Sportshal er en indendørs multiarena i 6. oktober-byen, Egypten, med plads til 5.200 tilskuere til håndboldkampe.
I arenaen blev benyttet under VM i håndbold 2021 for mænd, for gruppekampene, slutspilskampe og placeringskampe.